# Bernhard Bischoff
Bernhard Bischoff (* 20. Dezember 1906 in Altendorf bei Altenburg; † 17. September 1991 in München) war ein deutscher Paläograph, Philologe und Historiker. Bis zu seiner Emeritierung wirkte er als ordentlicher Professor für Lateinische Philologie des Mittelalters.

## Leben und Wirken
Bernhard Bischoffs Eltern waren der staatliche Domänenpächter Emil Bischoff und seine Frau Charlotte Bischoff, geborene von Gersdorff, die bei der Geburt ihres Sohnes starb. Er war evangelisch und wurde im Sinn eines preußisch-protestantischen Pietismus erzogen.
Nach seiner Promotion an der Universität München im Jahr 1933 wurde Bischoff von dem amerikanischen Paläographen Elias Avery Lowe als Assistent für das Katalogwerk Codices Latini Antiquiores eingestellt. An diesem Projekt, das alle circa 1800 vor dem Jahre 800 geschriebenen lateinischen Handschriften erfassen sollte, wirkte er bis zu dessen Vollendung 1972 mit. 1943 habilitierte sich Bischoff mit einer Arbeit über „die lateinische Bildung der keltischen Völker im Frühmittelalter“. 1947 wurde Bischoff Privatdozent in München, 1953 übernahm er dort den Lehrstuhl seines Lehrers und Doktorvaters Paul Lehmann für Lateinische Philologie des Mittelalters, den er bis zu seiner Emeritierung 1974 innehatte. Hier wirkte er in Tradition seines Vorgängers Ludwig Traube fort. 1953 war er Teilnehmer am Colloque international de paléographie in Paris, an welchem ein Katalog datierter Handschriften als internationales Projekt beschlossen worden ist.
1953 wurde Bischoff in die Zentraldirektion der Monumenta Germaniae Historica (MGH) gewählt. In seinen letzten Lebensjahren konzentrierte er seine Arbeit auf einen Katalog der rund 7000 festländischen Handschriften des 9. Jahrhunderts, der von der Bayerischen Akademie der Wissenschaften postum herausgegeben wurde (siehe unten unter Schriften). Bischoff konnte auf dem Gebiet der lateinischen Paläographie besondere Leistungen erzielen. Seine Fähigkeiten lagen besonders in der Bestimmung der zeitlichen und örtlichen Herkunft mittelalterlicher Handschriften, wie etwa die des Bamberger Kodex (Lorscher Arzneibuch) aus dem 8. Jahrhundert. In seinem Gelehrtenleben hat er Tausende diesbezüglicher Anfragen aus aller Welt prompt und präzise beantwortet. Bischoffs Bibliographie umfasst etwa 240 Titel.
Bischoff wurde mit vier Ehrendoktoraten (D.S. litt.) geehrt. Die Ehrendoktorwürde der Universität Dublin wurde ihm 1962, die der Universität Oxford 1963 und 1975 die der Universität Mailand verliehen. Er war Mitglied der Bayerischen Akademie der Wissenschaften (seit 1956), der Royal Irish Academy (seit 1957), der Medieval Academy of America (seit 1958), der British Academy (seit 1960), des Deutschen Archäologischen Instituts (seit 1962), der Österreichischen Akademie (seit 1967), der American Academy of Arts and Sciences (seit 1968), der Königlich Dänischen Akademie der Wissenschaften (seit 1969), der Königlich Flämischen Akademie (seit 1971), der Académie des Inscriptions et Belles-Lettres (seit 1973) und seit 1989 der American Philosophical Society. Außerdem war er Mitglied des Ordens Pour le mérite für Wissenschaften und Künste, seit 1975 des Bayerischen Verdienstordens und seit 1984 des Bayerischen Maximilians-Ordens für Wissenschaft und Kunst. Ihm wurde das Große Bundesverdienstkreuz mit Stern (1987) verliehen.
Bischoff war seit 1935 mit Hanne Bischoff, geborene Oehlerking, verheiratet und wohnte zuletzt in Planegg (Oberbayern) in der Nähe von München. Er starb 1991 in einem Münchener Krankenhaus an den Folgen eines Verkehrsunfalls.

## Schriften (Auswahl)
- Die südostdeutschen Schreibschulen und Bibliotheken in der Karolingerzeit, Teil I: Die bayrischen Diözesen. Leipzig 1940 (2. Auflage: Wiesbaden 1960, 3. Auflage: Wiesbaden 1974); Teil II: Die vorwiegend österreichischen Diözesen. Wiesbaden 1980.
- Mittelalterliche Studien. Ausgewählte Aufsätze zur Schriftkunde und Literaturgeschichte. 3 Bände, Hiersemann, Stuttgart 1966–1981.
- Katalog der festländischen Handschriften des neunten Jahrhunderts (mit Ausnahme der wisigotischen) (= Veröffentlichungen der Kommission für die Herausgabe der Mittelalterlichen Bibliothekskataloge Deutschlands und der Schweiz). Teil 1: Aachen – Lambach. Harrassowitz, Wiesbaden 1998, ISBN 3-447-03196-4.
- Katalog der festländischen Handschriften des neunten Jahrhunderts (mit Ausnahme der wisigotischen) (Veröffentlichungen der Kommission für die Herausgabe der Mittelalterlichen Bibliothekskataloge Deutschlands und der Schweiz). Aus dem Nachlaß herausgegeben von Birgit Ebersperger. Teil 2: Laon – Paderborn. Harrassowitz, Wiesbaden 2004, ISBN 3-447-04750-X. Teil 3: Padua-Zwickau. Harrassowitz, Wiesbaden 2014, ISBN 978-3-447-10056-4.
- Manuscripts and Libraries in the Age of Charlemagne. Übersetzt und hrsg. von Michael Gorman (= Cambridge Studies in Palaeography and Codicology. Band 1). Cambridge University Press, Cambridge 1994, ISBN 0-521-38346-3.
- Paläographie des römischen Altertums und des abendländischen Mittelalters (= Grundlagen der Germanistik. Band 24). Schmidt, Berlin 1979 (überarbeiteter Sonderdruck aus: Deutsche Philologie im Aufriß. 2. Auflage. Band I, Sp. 379–452); 4., durchgesehene und erweiterte Auflage ebenda 2009, ISBN 3-503-07914-9.
- Lorsch im Spiegel seiner Handschriften. Arben-Gesellschaft, München 1973 (= Münchener Beiträge zur Mediävistik und Renaissance-Forschung. Beiheft); erweiterter Wiederabdruck in: Friedrich Knöpp (Hrsg.): Die Reichsabtei Lorsch. Festschrift zum Gedenken an ihre Stiftung 764. 2 Bände. Darmstadt 1973–1977, hier: Band 2 (1977), S. 7–128. 2., erweiterte Auflage: Die Abtei Lorsch im Spiegel ihrer Handschriften (= Geschichtsblätter für den Kreis Bergstraße. Sonderband 10). Herausgegeben vom Heimat- und Kulturverein Lorsch mit Unterstützung der Stadt Lorsch und des Kreises Bergstraße Laurissa, Lorsch 1989.